# Seven Mummies
Seven Mummies
(Brasil: 7 Múmias ) é um filme de terror estadunidense, dirigido por Nick Quested e lançado em 2005.

## Sinopse
Ha 500 anos, os conquistadores espanhois escravizaram milhares de indios nativos e de animais para levar o puro ouro das montanhas de Guachapa para um local secreto no México. Sete jesuitas, encarregados de vigiar o ouro para entrega-lo intacto aos espanhóis, que nunca voltaram, foram mumificados e enterrados segundo o costume local proximo ao tesouro. Quatro séculos depois, a construcao de uma cidade sobre o ouro acordou as sete mumias, que mataram todos os moradores e os transformaram em mortos-vivos, condenados a proteger o ouro por toda a eternidade. Agora, um bando de seis fugitivos a procura da liberdade no deserto mexicano, descobre a lenda do tesouro amaldicoado de Tumacacori, e decide desafia-la para ficar com o ouro. Para isso, eles nao apenas precisam vencer o misterioso xerife Drake e seus dois capangas. Eles descobrem que tem que lugar com todos os moradores enfeiticados da cidade, e as sete mumias dos jesuitas que prometeram proteger seu tesouro, e por seculos, a qualquer custo, mantiveram a sua promessa.

## Elenco
- Matt Schulze : Rock
- Cerina Vincent : Lacy
- Billy Wirth : Travis
- Billy Drago : Drake
- Andrew Bryniarski : Blade
- Danny Trejo : Apache
- Martin Kove : Kile
- James Intveld : Deputado Cash
- Noel Gugliemi : Santos
- Max Perlich : Zeus
- Adrianne Palicki : Isabelle
- Thadd Turner : Deputado Carry

## Produção
Seven Mummies foi filmado no deserto do Arizona; A cidade cinematográfica de Gammons Gulch em Benson e o Old Tucson Studios em Mescal serviram de cenário para as cenas da cidade . Os figurinos foram criados por Kate Lessa e Suzanne Wilson, e a construção do filme por Mikal Hameed.

## Lançamento
O filme foi lançado nos Estados Unidos diretamente em DVD em 18 de julho de 2006.